# August Spies
August Vincent Theodore Spies (/spiːs/; 10 dicembre 1855 – Chicago, 11 novembre 1887) è stato un anarchico, caporedattore e radicale del lavoro attivista statunitense.
Di professione tappezziere, Spies è ricordato come uno degli anarchici di Chicago condannati per omicidio a seguito di un attentato nel corso di quella che viene ricordata come Rivolta di Haymarket. Spies è stato uno dei quattro giustiziati a seguito di questo evento. In seguito venne riconosciuta la sua e la loro estraneità ai fatti, e quindi da allora furono definiti "I martiri di Chicago". I tragici eventi furono all'origine della Festa dei Lavoratori, celebrata ogni anno il 1º Maggio. Prima di morire, Spies pronunciò una frase che divenne celebre: "verrà il giorno in cui il nostro silenzio sarà più forte delle voci che strangolate oggi". 

## Origini
August Spies nacque il 10 dicembre 1855, in un castello in rovina trasformato in un edificio governativo sulla montagna Landeckerberg in Germania nello Stato dell'Assia. Suo padre era un funzionario forestale.
Spies venne ricordato per la sua piacevole e privilegiata infanzia. Venne educato da insegnanti privati e addestrato per seguire la carriera di suo padre come funzionario forestale. Quando suo padre morì improvvisamente nel 1871,  August decise di trasferirsi in America per una nuova vita.